# Jaguarão
Jaguarão, amtlich portugiesisch Município de Jaguarão, ist eine im Bundesstaat Rio Grande do Sul gelegene Gemeinde im Süden Brasiliens.

## Geographie und Lage
Jaguarão befindet sich im Süden des Bundesstaates Rio Grande do Sul unmittelbar an der Grenze zwischen Brasilien und Uruguay gegenüber der uruguayischen Stadt Río Branco am Rio Jaguarão / Río Yaguarón. Die internationale Brücke Puente Internacional Barón de Mauá verbindet die beiden Städte und die jeweils dort endenden Fernstraßen BR-116 (Brasilien) und Ruta 18 (Uruguay). Die gesamte Gemeindefläche des in rund 350 km Entfernung zu Porto Alegre gelegenen Jaguarão umfasst ein rund 2051 km² großes Gebiet.

## Geschichte
Jaguarão wurde im Jahr 1832 als Vila gegründet und erhielt 1855 die Stadtrechte als Cidade.

## Politik
Bürgermeister (Prefeito) war seit 2004 José Claudio Ferreira Martins von der PT. Bei der Kommunalwahl am 7. und am 28. Oktober (2. Wahlgang) 2012 wurde er mit 54,82 % der abgegebenen Stimmen im ersten Wahlgang wiedergewählt.
Die nächsten Kommunalwahlen in Brasilien fanden im Jahr 2016 statt. Hier setzte sich mit 47,26 % der gültigen Stimmen für die Amtszeit 2017 bis 2020 Flavio Telis des heutigen Movimento Democrático Brasileiro (MDB) als Stadtpräfekt durch.
Bisherige Bürgermeister
- Vitor Hugo Marques Rosa (2000)
- Henrique Edmar Knorr Filho (2004)[3]

## Einwohner
Die Stadt hatte nach kontinuierlichem Bevölkerungswachstum seit den 1970er Jahren im Jahr 2004 zuletzt nach offiziellen Zahlen 31.293 Einwohner. Bei der Volkszählung des Jahres 2010 betrug die Einwohnerzahl jedoch nur noch 27.931.
| Jahr | Einwohner |
| ---- | --------- |
| 1970 | 22.451    |
| 1980 | 23.272    |
| 1991 | 27.755    |
| 2000 | 30.093    |
| 2001 | 30.376    |
| 2002 | 30.585    |
| 2003 | 30.813    |
| 2004 | 31.293    |
| 2010 | ▼ 27.931  |
| 2018 | ▼ 26.869  |

Quellen bis einschließlich 2004 und Schätzung 2018

## Söhne und Töchter der Stadt
- José Barbosa Gonçalves (1860–1940), Politiker
- Hugo Lindemann (1867–1949), deutscher Hochschullehrer und sozialdemokratischer Politiker
- Oswaldo Cordeiro de Farias (1901–1981), Marschall und Politiker
- Aldyr Schlee (1934–2018), Schriftsteller, Journalist, Übersetzer und Zeichner